# Муса Байташ Богра-хан
Муса́ Байташ Богра Кара-хан (955 — 971) (чагат. موسا بيتاش بغرا خان‎) — правитель и великий каган Караханидского каганата. Сын Сатук Богра-хана. При его правлении были продолжены набеги против  уйгурского идыкутства Кочо и Хотанского буддийского государства. Развил водное хозяйство и транспорт около Кашгара и основал школу и библиотеку. В 960 году объявил ислам государственной религией. 200 000 тюрков приняли ислам.